# 35号弗吉尼亚州州道
35号弗吉尼亚州州道（Virginia State Highway 35）是為美國維吉尼亞州的一條重要的公路， 連接35号北卡罗来纳州州道和鄧普頓的301号美国国道，全長78.39公里，建立於1923年。